# 되재성당지
되재성당지(升峙聖堂地)는 대한민국 전북특별자치도 완주군 화산면에 있는, 되재성당이 있던 터이다. 2004년 7월 30일 전라북도의 기념물 제119호로 지정되었다.

## 개요
되재성당은 1895년 한국 천주교회에서 서울 약현성당에 이어 두 번째로 완공된 성당으로 한강 이남에서는 처음 세워진 성당이며, 최초의 한옥성당으로 추정하고 있다. 그러나 한국전쟁 때 성당건물이 전소되었고 그 자리에는 1954년에 다시 세운 공소건물이 자리하고 있다.
이 성당은 서양의 바실리카식 교회건축양식을 한식 목구조로 번안한 한옥성당으로서 새로운 문화의 토착화 과정을 보여주는 최초의 한옥성당으로 추정하고 있다. 1895년에 세워진 되재성당의 본디 보습은 제8대 조선교구장이었던 뮈텔주교(Gustave Charles Marie Mutel)의 일기와 사진자료 등을 통해 어느 정도 확인할 수 있다. 본디의 성당은 한식 목구조의 단층건물로서 지붕은 기와를 얹은 팔작집이었으며 평면은 장방형 평면으로 종축상에 제단과 출입구를 배치하여 제단으로 향하는 공간의 깊이를 확보하였다.
되재성당은 우리나라에서 두 번째로 세워진 성당 건물이며 동시에 최초의 한옥 성당이었다는 점에서 의미를 가진다.

## 참고 자료
- 되재성당지 - 국가유산청 국가유산포털